# Danh sách di sản thế giới tại Ấn Độ
Hai địa điểm đầu tiên của Ấn Độ được ghi vào danh sách di sản thế giới vào năm 1983 là Hang động Ajanta, Các hang động Ellora, Pháo đài Agra và Taj Mahal. Tính đến hết năm 2016, Ấn Độ đã có 35 di sản thế giới và 43 địa điểm khác đang nằm trong danh sách di sản thế giới dự kiến. Các tài sản văn hóa của Ấn Độ thể hiện sự phát triển rực rỡ của nghệ thuật đá. Hầu hết các đền thờ, công trình tôn giáo của Ấn Độ được ghi vào danh sách đều được xây dựng bằng đá với những hình chạm khắc và không dùng vôi vữa để kết dính.

## Danh sách
Tên: Theo danh sách của Ủy ban Di sản thế giới
Vị trí: Các Bang của Ấn Độ
Giai đoạn: Khoảng thời gian xây dựng
Số hiệu UNESCO: tham chiếu trên trang chính của UNESCO; năm được công nhận là Di sản thế giới của UNESCO; Tiêu chí công nhận: Tiêu chí từ (i) đến (vi) là văn hóa,(vii) đến (x) là tự nhiên.
Mô tả: Mô tả khái quát về địa điểm
Vườn quốc gia Manas nằm trong danh sách bị đe dọa (từ năm 1992), nhưng đã được gỡ khỏi danh sách năm 2011. Hampi bị đưa vào danh sách bị đe dọa năm 1999, nhưng sau đó cũng được đưa ra khỏi danh sách năm 2006 nhờ những nỗ lực bảo tồn thành công.
| Số thứ tự. No. | Tên                                                                         | Hình ảnh                                                                                             | Vị trí                                                                     | Giai đoạn                                                    | Số hiệu UNESCO                     | Mô tả |
| -------------- | --------------------------------------------------------------------------- | --- | -------------------------------------------------------------------------- | ------------------------------------------------------------ | ---------------------------------- | --- |
| 01             | Vườn quốc gia Kaziranga                                                     | Tê giác một sừng tại Vườn quốc gia.                                                                  | Assam                                                                      | Thế kỷ 20                                                    | 337; 1985; ix, x                   | Kaziranga, nằm ở phía đông bắc bang Assam ở vùng đồng bằng ngập lũ phía Nam sông Brahmaputra, được UNESCO công nhận là di sản thế giới vào năm 1985 vì môi trường tự nhiên độc đáo của nó. Lần đầu tiên nó được thành lập như một khu rừng phòng hộ vào năm 1908 để bảo vệ loài tê giác đang bên bờ vực tuyệt chủng. Nó đã trải qua một số thay đổi trong nhiều năm, khi trở thành Khu bảo tồn thú săn Kaziranga năm 1916, đổi tên thành Khu bảo tồn Động vật Hoang dã Kaziranga vào năm 1950 và tuyên bố một Vườn quốc gia vào năm 1974. Kaziranga có diện tích 42.996 ha (106.250 mẫu Anh) chính là nhà của quần thể tê giác lớn nhất Ấn Độ. Ngoài ra, vườn quốc gia còn có rất nhiều loài động vật có vú và loài chim khác. |
| 02             | Khu bảo tồn Động vật hoang dã Manas, Assam                                  | Capped langur in Manas Wildlife Sanctuary in Assam · Vườn quốc gia Manas                             | Assam                                                                      | Thế kỷ 20                                                    | 338; 1985; vii, ix, x              | Khu bảo tồn Động vật hoang dã Manas, nằm tại phía đông bắc của tiểu bang Assam có diện tích 50.000 hécta (120.000 mẫu Anh) ở vùng đồng bằng sông Manas ở chân dãy Himalaya, trên biên giới với Bhutan (tiếp giáp với Khu bảo tồn động vật hoang dã Manas). Nó được UNESCO công nhận là di sản thế giới vào năm 1985 vì môi trường tự nhiên độc đáo của nó. Khu bảo tồn là môi trường sống của một số loài thực vật, 21 loài động vật có vú có nguy cơ tuyệt chủng (trong tổng số 55 loài thú ở khu bảo tồn), 36 loài bò sát, 3 loài lưỡng cư và 350 loài chim. Các loài có nguy cơ tuyệt chủng bao gồm hổ, lợn lùn, báo gấm, gấu lợn, tê giác Ấn Độ, trâu rừng (giống tự nhiên duy nhất của trâu Ấn Độ), voi Ấn Độ, voọc vàng và Ô tác Bengal. Vào năm 1907, nó được tuyên bố là một khu dự trữ quốc gia, sau đó là một khu bảo tồn vào năm 1928 và trở thành một khu bảo tồn hổ vào năm 1973. Đến năm 1985, nó được công nhận là một di sản thế giới. Từ năm 1992, khu bảo tồn được liệt vào danh sách Di sản thế giới bị đe dọa, nhưng đã được gỡ bỏ trong năm 2011 sau những nỗ lực bảo tồn đáng kể. |
| 03             | Quần thể Đền thờ Mahabodhi tại Bodh Gaya, Bihar                             | Mahabodhi temple and the Bodhi Tree to its left, Bihar                                               | Bihar                                                                      | Thế kỷ thứ 3 trước Công nguyên, thế kỷ 5, 6 và thế kỷ thứ 19 | 1056 rev; 2002; i,ii, iii, iv, vi  | Quần thể Đền thờ Mahabodhi tại Bodh Gaya (Buddha Gaya), trải rộng trên diện tích 4,86 hécta (12,0 mẫu Anh) được ghi trong Danh sách Di sản thế giới của UNESCO là một tài sản có tầm quan trọng về văn hoá và khảo cổ học. Ngôi đền đầu tiên được xây dựng bởi Hoàng đế Ashoka vào thế kỷ thứ 3 trước Công nguyên (260 TCN) xung quanh Cây Bồ đề Ficus religiosa (về phía tây của ngôi đền). Tuy nhiên, các đền thờ được nhìn thấy như hiện nay được xây dựng từ giữa thế kỷ 5 và 6. Các công trình đã được xây dựng bằng gạch. Được tôn kính và thánh hóa như là nơi mà đức Phật Tất-đạt-đa Cồ-đàm khai ngộ trong năm 531 TCN ở tuổi 35, và sau đó truyền bá kiến thức thiêng liêng của ông về Phật giáo ra thế giới, đó là đền thờ cuối cùng cho sự thờ phụng tôn kính. Trong nhiều thế kỷ qua, các Phật tử thuộc mọi giáo phái, từ khắp nơi trên thế giới đến thăm viếng hành hương. Chùa chính có chiều cao 50 m, được xây dựng theo phong cách kiến trúc Ấn Độ từ giữa thế kỷ thứ 5 đến thế kỷ thứ 6, và đây là ngôi chùa cổ nhất ở tiểu lục địa Ấn Độ được xây dựng trong thời kỳ "Thời kỳ vàng" của văn hoá Ấn Độ được ghi nhận vào thời kỳ Gupta. Các lan can được chạm trổ ở thời Ashokan (thế kỷ thứ 3 TCN) được bảo quản trong Bảo tàng Khảo cổ học nằm trong ngôi đền. |
| 04             | Lăng mộ Humayun, Delhi                                                      | Front view Delhi · Lăng mộ Humayun                                                                   | Delhi                                                                      | 1572                                                         | 232, 1993, (ii), (iv)              | Lăng mộ Humayun, Delhi, là lăng mộ đầu tiên được xây dựng bằng một số đổi mới, nằm ở trung tâm các khu vườn sa hoa với các kênh dẫn nước, đây chính là tiền thân của Taj Mahal (xây dựng cách đó một thế kỷ). Nó được xây dựng vào năm 1570 và được công nhận như một Di sản thế giới của UNESCO vào năm 1993 vì tầm quan trọng trong văn hóa của nó. Nó được xây dựng vào năm 1569-1570 bởi người góa bụa của vua Mughal Humayun, vua Biga Begum (Hajji Begum). Kiến trúc của nó là kiểu kiến trúc Mogul được coi như là "Lăng mộ của triều đại Mogul. Ngoài ngôi mộ Humayun, quần thể có 150 ngôi mộ của các thành viên khác nhau trong gia đình hoàng gia. Ngôi mộ được xây dựng với bố trí hai cửa, một ở phía nam và một ở phía tây. Nó có một số kênh dẫn nước, một vọng lâu và một bồn tắm. Ngôi mộ được đặt trên một bệ hình bát giác không đều có mái vòm cao 42,5 mét, được phủ bởi đá cẩm thạch và trang trí với ô tán. |
| 05             | Qutb Minar và các tượng đài, Delhi                                          | Front view with reflections, central water channel in the 'Chahr Bagh' Garden, Delhi · Cột sắt       | Delhi                                                                      | Cuối thế kỷ 12                                               | 233, 1993, (iv)                    | Qutb Minar và các tượng đài, Delhi, nằm ở phía Nam của Delhi, là một quần thể với Qutb Minar làm trung tâm. Đó là cột tháp bằng đá sa thạch cao 72,5 mét (238 ft). Được xây dựng vào đầu thế kỷ 13, quần thể này bao gồm các cấu trúc bao gồm xuyên suốt, cổng Alai Darwaza (1311), Alai Minar (một chân tháp bỏ dở có đường kính lớn), nhà thờ Hồi giáo Qubbat-ul-Islam (nhà thờ Hồi giáo đầu tiên ở Ấn Độ), ngôi mộ của Iltumish, và một cột sắt. Khu phức hợp này là một bằng chứng cho những vụ cướp đoạt Hồi giáo trong suốt thời kỳ, từ các vật liệu được sử dụng để xây dựng; một cột sắt sáng có chiều cao 7,02 mét (23,0 ft) được dựng lên ở trung tâm của quần thể với các bản khắc bằng tiếng Phạn của thời kỳ Chandra Gupta II là một bằng chứng gây tranh cãi. Quần thể được xây dựng bởi Qutubuddin Aibak năm 1192, hoàn thành bởi Iltumish (1211-36) và một lần nữa bởi Alauddin Khalji (1296-1316). Nó đã trải qua một số tu sửa, sau khi bị hư hại do sét đánh. Công trình cũng là đại diện duy nhất cho sự xuất sắc về kiến trúc và nghệ thuật Hồi giáo ở Ấn Độ. |
| 06             | Quần thể Pháo đài Đỏ                                                        | Pháo đài Đỏ                                                                                          | Delhi                                                                      | 1648                                                         | 231rev, 2007, (ii), (iii), (vi)    | Pháo đài Đỏ, còn được gọi là Lal Qila là một pháo đài, cung điện được xây dựng vào thế kỷ 17 bởi Shahjahan (1628-58), vị vua thứ tư của Mughal trong thành phố thủ đô mới của ông ở Shahjahanabad. nằm ở phía bắc Delhi, nó tượng trưng cho vinh quang của chế độ Mughal và được coi là đỉnh cao của kiến trúc Mughal về nghệ thuật thẩm mỹ và sáng tạo. Thiết kế kiến trúc của các công trình được xây dựng trong pháo đài đại diện cho sự kết hợp giữa phong cách kiến trúc Ba Tư, Timur và Ấn Độ. Isfahan, thủ đô của Ba Tư bấy giờ được cho là nguồn cảm hứng để xây dựng Pháo đài Đỏ. Việc lập kế hoạch và thiết kế của quần thể này, trong một sơ đồ lưới hình học với các cấu trúc của vọng lâu, là tiền thân của một số di tích được xây dựng sau đó ở đồi pháo đài Rajasthan, Delhi, Agra và nhiều nơi khác. Khu phức hợp cung điện được củng cố bởi một bức tường bao quanh được xây bằng đá cát đỏ (vì thế tên là Pháo đài Đỏ). Phía bên cạnh, Pháo đài Salimgarh ở phía bắc được xây dựng bởi vị vua thứ hai của triều đại Sur là Shah Suri vào năm 1546, hiện là một phần của Quần thể Pháo đài Đỏ. Được xây dựng từ năm 1639 đến năm 1648, bao quanh một diện tích 656x328 mét và nâng lên độ cao 23 mét (75 ft) ở bên phải bờ sông Yamuna, nó được nối với Salimgarh bằng một cây cầu bắc qua một kênh đào cổ, bây giờ là một con đường của thành phố. Cung điện nằm trong khu phức hợp pháo đài, bao gồm một loạt các vọng lâu bằng đá cẩm thạch được chạm trổ. |
| 07             | Nhà thờ và Tu viện Goa                                                      | Basílica do Bom Jesus, Velha Goa · St Cajetan Goa                                                    | Velha Goa (Goa cổ), Goa                                                    | Thế kỷ 16 và 18                                              | 234; 1986; (ii)(iv)(vi)            | Nhà thờ và tu viện ở Goa là những di tích được UNESCO ghi vào danh sách Di sản thế giới năm 1986. Nó được xây dựng bởi các nhà cai trị thuộc địa Bồ Đào Nha ở Goa từ thế kỷ 16 đến 18. Chúng chủ yếu nằm tại thủ đô cũ Velha Goa. Velha Goa còn được biết đến là Goem, Pornem Gõy, Adlem Gõi, Goa Cổ hoặc Saibachem Gõi, trong đó Saib hoặc Goencho Saib đề cập đến Thánh Phanxicô Xaviê. Quan trọng nhất trong số này phải kể đến Vương cung thánh đường Bom Jesus, là nơi lưu giữ thánh tích của Thánh Phanxicô Xaviê. Những di tích này của Goa khiến nó được gọi là "Rome của phương Đông" được thành lập bởi các tôn giáo Công giáo khác nhau, từ 25 tháng 11 năm 1510. Ban đầu có 60 nhà thờ, trong đó có một số di tích còn sót lại ở Velha Goa bao gồm Nhà nguyện Saint Catherine, Nhà thờ và Tu viện Phanxicô thành Assisi, nhà thờ chính tòa Sé de Santa Catarina, tàn tích dòng Tên Borea Jezuchi Bajilika, Vương cung thánh đường Bom Jesus. Những di tích này là tiền thân trong việc thành lập một đoàn thể của các loại hình nghệ thuật của người Maya, trường phái kiểu cách và Baroque ở khu vực châu Á. Các di tích được xây dựng bằng đá ong và các bức tường được trát bằng vữa đá vôi trộn với vỏ vỡ. Vì lý do này, các di tích cần được bảo trì liên tục để ngăn chặn sự xuống cấp do điều kiện khí hậu gió mùa. |
| 08             | Công viên khảo cổ Champaner-Pavagadh, Gujarat                               | Đồi Pavgadha                                                                                         | Gujarat                                                                    | Thời tiền sử và Thế kỷ 8 đến 14                              | 1101; 2004; iii, iv, v, vi         | Công viên khảo cổ Champaner-Pavagadh nằm tại quận Panchmahal thuộc Gujarat, Ấn Độ. It was inscribed as a UNESCO World Heritage Site in 2004 as a cultural site. There is a concentration of largely unexcavated archaeological, historic and living cultural heritage properties cradled in an impressive landscape which includes prehistoric (chalcolithic) sites, a hill fortress of an early Hindu capital, and remains of the 16th-century capital of the state of Gujarat. The site also includes, among other vestiges, fortifications, palaces, religious buildings, residential precincts, agricultural structures and water installations, from the 8th to the 14th centuries. The Kalikamata Temple & Jain Temple on top of the Pavagadh Hill is considered to be an important shrine, attracting large numbers of pilgrims throughout the year. The site is the only complete and unchanged Islamic pre-Mughal city. |
| 09             | Nhóm các di tích tại Hampi                                                  | Virupaksha temple at Hampi                                                                           | Ballari district, Karnataka                                                | Thế kỷ 14 và 16                                              | 241; 1986; (i)(iii)(iv)            | The Group of Monuments at Hampi comprise a sombre but ostentatious Hampi town, on the banks of the river Tungabhadra in Karnataka. Hampi subsumes the ruins of Vijayanagara, which was the former capital of the powerful Vijayanagara Empire. Dravidian temples and palaces abound in Hampi. These won the admiration of travellers between the 14th and 16th centuries. Hampi, as an important Hindu religious centre, has the Virupaksha Temple (different from Pattadakal's Virupaksha Temple) and several other monuments, which are part of the cultural heritage site inscribed under category (i), (iii) and (iv) in the UNESCO World Heritage List. |
| 10             | Nhóm các di tích tại Pattadakal                                             | A panoramic view of Group of monuments at Pattadakal · Virupaksha temple at Pattadakal               | Bagalkot, Karnataka                                                        | Thế kỷ 8                                                     | 239; 1987; (iii)(iv)               | The Group of monuments in Pattadakal designated under UNESCO World Heritage List, in 1987, cover a remarkable series of nine Hindu temples, as well as a Jain sanctuary in northern Karnataka. In this group of temples, the Virupaksha Temple, built c. 740 by Queen Lokamahadevi to commemorate her husband's (King Vikramaditya II) victory over the Pallava kings from the south, is considered the most outstanding architectural edifice (This is different from the Virupaksha Temple at Hampi.) These are a remarkable combination of temples built by the Chalukya Dynasty in the 6th to 8th century at Aihole, Badami và Pattadakal, the latter city was known as the "Crown Rubies". The temples represent a remarkable fusion of the architectural features of northern (Nagara) and southern (dravida) India. Pattadakal is considered a Hindu holy city and within the heritage complex are eight temples dedicated to Shiva, a ninth shaivite sanctuary called the Papanatha Temple, and a Jain Narayana temple. |
| 11             | Di tích Phật giáo tại Sanchi, Madhya Pradesh                                | Sanchi                                                                                               | Madhya Pradesh                                                             | Thế kỷ thứ 2 và 1 TCN tới thế kỷ 12                          | 524; 1989; (i)(ii)(iii)(iv)(vi)    | Di tích Phật giáo tại Sanchi, nằm cách 45 kilômét (28 mi) từ Bhopal, thuộc bang Madhya Pradesh là một nhóm các di tích Phật giáo từ năm 200 - 100 TCN. The site, however, has been conjectured to have been developed in the 3rd century BC, when Emperor Ashoka of the Mauryan Empire ruled. The principal monument is Stupa 1 dated to the 2nd century and 1st century BC. These Buddhist sanctuaries were active Buddhist religious monuments, which flourished till the 12th century. The sanctuary has a plethora of monolithic pillars, palaces, temples and monasteries in different status of preservation. It was inscribed as a World Heritage Site by UNESCO on ngày 24 tháng 1 năm 1989 for its unique cultural importance. It was discovered only in 1818 in a deserted state of preservation. Archaeological excavations undertaken thereafter revealed 50 unique monuments. |
| 12             | Nơi trú ẩn trong đá của Bhimbetka, Madhya Pradesh                           | Madhya Pradesh · Bhimbetka Caves                                                                     | Madhya Pradesh                                                             | 30.000 năm trước                                             | 925; 2003; (iii) (v)               | Rock Shelters of Bhimbetka described in the UNESCO Inscription as "the site complex … a magnificent repository of rock paintings within natural rock shelters" is located in the foothills of the Vindhya range of hills in the Central Indian state of Madhya Pradesh. It is spread in sandstone formations extending over an area of 1893 ha with a buffer zone 10.280 hécta (25.400 mẫu Anh). The rock shelters, discovered only in 1957, comprise a group of "five clusters of rock shelters" with paintings that are inferred to date from the "Mesolithic period right through to the Historical period", with the 21 villages surrounding them reflecting the traditions displayed in the rock paintings. The unique rock art has been discovered in 400 painted shelters spread over an area of 1,892 ha amidst dense forest with high diversity of flora and fauna, with some of the shelters dated from 100,000 BC (Late Acheulian) to 1000 AD. It was inscribed as a World Heritage Site by UNESCO in 2003 as a unique cultural property representing a convergence displayed in the art form between the people and the landscape with links to the hunting gathering economy of the past. |
| 13             | Nhóm di tích Khajuraho, Madhya Pradesh                                      | Khajuraho temple                                                                                     | Madhya Pradesh                                                             | năm 950 tới 1050                                             | 240; 1986; (i) (iii)               | Nhóm di tích Khajuraho được xây dựng dưới triều đại Chandela, under sovereignty of Gurjar Pratihars reached its glory. The ensemble of monuments that have survived belong to the Hindu và Jain Religious practices with striking fusion of sculpture and architecture; the best example of this outstanding feature is seen in the Kandariya Temple. Of the 85 temples built, only 22 temples have survived in an area of 6 km², which represents the Chandela period of the 10th century. Located in the Indian state of Madhya Pradesh, it was inscribed by UNESCO as a World Heritage Site, a cultural property on ngày 15 tháng 10 năm 1982 for its unique original artistic creation and proof of the Chandela Culture that existed prior to the Muslim invasion of India in the early 12th century. |
| 14             | Các hang động Ajanta                                                        | Các hang động Ajanta                                                                                 | Maharashtra                                                                | Thế kỷ 2 TCN tới thế kỷ 6                                    | 242; 1983; i, ii, iii, vi          | Các hang động Ajanta listed under UNESCO World Heritage as a cultural heritage site, are Buddhist caves that were built in two phases, the first phase was from the 2nd century BC. In the second phase, further additions were made during the 5th and 6th centuries AD of the Gupta period. The caves depict richly decorated paintings, frescoes, which are reminiscent of the Sigiriya paintings in Sri Lanka and sculptures. As a whole, there are 31 rock-cut cave monuments which are unique representations of the religious art of Buddhism. |
| 15             | Các hang động Ellora                                                        | Đền thờ Kailash, Ellora                                                                              | Maharashtra                                                                | Năm 600 tới 1000                                             | 243; 1983; (i)(iii)(vi)            | Các hang động Ellora also known as Ellora Complex are a cultural mix of religious arts of Buddhism, Hinduism và Jainism. These are 34 monasteries and temples sculpted contiguously into rock walls of a high basalt cliff, which are seen along a length of 2 kilômét (1,2 mi). Dated to 600 to 1000 AD, they are a reflection of artistic creation of the ancient civilization of India. This cultural property has been inscribed under the UNESCO World Heritage List. |
| 16             | Các hang động Elephanta                                                     | Các hang động Elephanta · Trimurti tại Các hang động Elephanta                                       | Maharashtra                                                                | Thế kỷ 5 tới 8                                               | 244rev; 1987; (i)(iii)             | The Elephanta Caves are a network of sculpted caves located on Elephanta Island, or Gharapuri (literally "the city of caves") in Mumbai Harbour, 10 kilômét (6,2 mi) to the east of the city of Mumbai. The island, located on an arm of the Arabian Sea, consists of two groups of caves — the first is a large group of five Hindu caves, the second, a smaller group of two Buddhist caves. The Hindu caves contain rock cut stone sculptures, representing the Shaiva Hindu sect, dedicated to the god Shiva. The rock-cut architecture of the caves is dated to between the 5th and 8th centuries, although the identity of the original builders is still a subject of debate. The caves are hewn from solid basalt rock. Renovated in the 1970s, the caves were designated an UNESCO World Heritage Site in 1987 to preserve the artwork. |
| 17             | Nhà ga xe lửa Chhatrapati Shivaji Terminus (trước đây là Victoria Terminus) | Chhatrapati Shivaji Terminus · Chhatrapati Shivaji Terminus                                          | Maharashtra                                                                | 1887–1888                                                    | 945rev; 2004; (ii)(iv)             | Chhatrapati Shivaji Terminus is a historic railway station in Mumbai, which serves as the headquarters of the Central Railways. It is one of the busiest railway stations in India, and serves Central Railway trains terminating in Mumbai as well as the Mumbai Suburban Railway. The station was designed by Frederick William Stevens, a consulting architect in 1887–1888. It took ten years to complete and was named "Victoria Terminus" in honour of the Queen and Empress Victoria; it was opened on the date of her Golden Jubilee in 1887. This famous architectural landmark in Gothic style was built as the headquarters of the Great Indian Peninsular Railway. In 1996, in response to demands by the Shiv Sena and in keeping with the policy of renaming locations with Indian names, the station was renamed by the state government after Chatrapati Shivaji, the famed 17th-century Maratha king. On ngày 2 tháng 7 năm 2004, the station was nominated as a World Heritage Site by the World Heritage Committee of UNESCO. |
| 18             | Đền thờ Mặt Trời Konark                                                     | Front view of Konark Sun Temple                                                                      | Puri, Odisha                                                               | Thế kỷ 13                                                    | 246; 1984;(i)(iii)(vi)             | Đền thờ Mặt Trời Konark is a 13th-century Sun Temple (also known as the "Black Pagoda"), at Konark, in Orissa. Located on the east coast of the Bay of Bengal in the Mahanadi Delta, it is built in the form of the chariot of Surya (Arka), the sun god with 24 wheels, and is heavily decorated with symbolic stone carvings and led by a team of six horses. It was constructed from oxidizing weathered ferruginous sandstone by King Narasimhadeva I of the Eastern Ganga Dynasty. The temple is one of the most renowned temples in India and is a World Heritage Site inscribed in 1984 as cultural property under categories (i), (iii) and (vi). |
| 19             | Vườn quốc gia Keoladeo                                                      | Sarus crane, Keoladeo National Park                                                                  | Bharatpur, Rajasthan                                                       | 1981                                                         | 340; 1985; (x)                     | Vườn quốc gia Keoladeo ở Bharatpur nằm trong hệ sinh thái rừng nhiệt đới gió mùa Ấn-Hằng. Nó trải dài trên diện tích 2.783 ha (6.880 mẫu Anh) được tuyên bố là một vườn quốc gia vào năm 1982. Nó trở thành một khu bảo tồn chim vào năm 1956, sau đó là vùng đất ngập nước có tầm quan trọng quốc tế theo Công ước Ramsar vào năm 1981. Đây là môi trường sống nổi tiếng của 364 loài chim trú đông đến từ các quốc gia xa xôi của Afghanistan, Turkmenistan, Trung Quốc và Siberia. |
| 20             | Jantar Mantar, Jaipur                                                       | Jantar Mantar                                                                                        | Jaipur, Rajasthan, Ấn Độ                                                   | 1727 và 1734                                                 | 1338; 2010; (iii)(iv)              | Jantar Mantar ở Jaipur là một tập hợp các dụng cụ kiến trúc thiên văn, xây dựng bởi Jai Singh II tại thủ đô của mình ở thành phố Jaipur giữa 1727 và 1734. Nó được mô hình hóa sau khi ông đã xây dựng một cơ sở tại Dehli, thủ đô của Mughal. Ông đã xây dựng tổng cộng năm cơ sở như vậy tại các địa điểm khác nhau, bao gồm cả những nơi ở Delhi và Jaipur. Đài thiên văn Jaipur là khu bảo tồn lớn nhất và được bảo tồn tốt nhất với bộ sưu tập 20 dụng cụ cố định được xây bằng gạch. Nó đã được ghi tên vào Danh sách Di sản thế giới của UNESCO như là một biểu hiện của các kỹ năng thiên văn và các khái niệm về vũ trụ học vào cuối thời kỳ Mughal. |
| 21             | Các đền thờ thời Chola                                                      | Đền thờ Chola                                                                                        | Đền thờ Brihadeeswarar, Gangaikonda Cholapuram, Tamil Nadu                 | Thế kỷ 11 và 12                                              | 250bis; 1987; (ii)(iii)            | Các đền thờ thời Chola, được xây dựng bởi vua của Đế quốc Chola trải dài khắp nơi của Tamil Nadu. Di sản văn hoá này bao gồm ba ngôi đền lớn của thế kỷ 11 và 12 là: Đền Brihadisvara ở Thanjavur, Đền Brihadisvara ở Gangaikondacholisvaram và Đền Airavatesvara ở Darasuram. Đền của Gangaikondacholisvaram được xây dựng bởi Rajendra I vào năm 1035. Khu phức hợp đền Airavatesvara, được xây dựng bởi Rajaraja II tại Darasuram có điêu khắc của một vimana 24 mét (79 ft) và hình ảnh đá của thần Shiva. Các đền thờ là minh chứng cho những thành tựu rực rỡ của Chola trong kiến trúc, điêu khắc, sơn và đồng đúc. |
| 21             | Các đền thờ thời Chola                                                      | Đền Airavateshwarar                                                                                  | Đền Airavateshwarar, Darasuram, Tamil Nadu, Ấn Độ                          | Thế kỷ 11 và 12                                              | 250bis; 1987; (ii)(iii)            | Các đền thờ thời Chola, được xây dựng bởi vua của Đế quốc Chola trải dài khắp nơi của Tamil Nadu. Di sản văn hoá này bao gồm ba ngôi đền lớn của thế kỷ 11 và 12 là: Đền Brihadisvara ở Thanjavur, Đền Brihadisvara ở Gangaikondacholisvaram và Đền Airavatesvara ở Darasuram. Đền của Gangaikondacholisvaram được xây dựng bởi Rajendra I vào năm 1035. Khu phức hợp đền Airavatesvara, được xây dựng bởi Rajaraja II tại Darasuram có điêu khắc của một vimana 24 mét (79 ft) và hình ảnh đá của thần Shiva. Các đền thờ là minh chứng cho những thành tựu rực rỡ của Chola trong kiến trúc, điêu khắc, sơn và đồng đúc. |
| 21             | Các đền thờ thời Chola                                                      | Đền Brihadeeswarar                                                                                   | Đền Brihadeeswarar, Thanjavur, Tamil Nadu, Ấn Độ                           | Thế kỷ 11 và 12                                              | 250bis; 1987; (ii)(iii)            | Các đền thờ thời Chola, được xây dựng bởi vua của Đế quốc Chola trải dài khắp nơi của Tamil Nadu. Di sản văn hoá này bao gồm ba ngôi đền lớn của thế kỷ 11 và 12 là: Đền Brihadisvara ở Thanjavur, Đền Brihadisvara ở Gangaikondacholisvaram và Đền Airavatesvara ở Darasuram. Đền của Gangaikondacholisvaram được xây dựng bởi Rajendra I vào năm 1035. Khu phức hợp đền Airavatesvara, được xây dựng bởi Rajaraja II tại Darasuram có điêu khắc của một vimana 24 mét (79 ft) và hình ảnh đá của thần Shiva. Các đền thờ là minh chứng cho những thành tựu rực rỡ của Chola trong kiến trúc, điêu khắc, sơn và đồng đúc. |
| 22             | Khu quần thể kiến trúc Mahabalipuram                                        | Đền thờ Shore                                                                                        | Mahabalipuram, Tamil Nadu                                                  | Thế kỷ 7 và 8                                                | 249; 1984; (i)(ii)(iii)(vi)        | Nhóm các di tích tại Mahabalipuram, nằm tại Tamil Nadu, cách 58 km từ Chennai, được xây dựng bởi các vua triều đại Pallava từ thế kỷ 7 đến 8. Thị trấn được cho là đã nổi bật dưới sự cai trị của Mamalla. Những tượng đài này đã được khắc từ đá dọc theo bờ biển Coromandel. Thành phố có khoảng 40 đài kỷ niệm bao gồm Pancha Rathas, Arjuna Ratha, Bhima Ratha, Draupadi Ratha, Nakula Sahadeva Ratha, và Ganesha Ratha; Các đền hang của Mahabalipuram bao gồm Varaha, Krishna, Mahishasuramardini Mandapa, Panchapandava. Đền cấu trúc bao gồm các đền Shore và Olakkannesvara; và tượng đài Descent of the Ganges, một trong những bức phù điêu ngoài trời lớn nhất trên thế giới. |
| 23             | Pháo đài Agra, Uttar Pradesh                                                | Pháo đài Agra, Uttar Pradesh · Agra Fort                                                             | Uttar Pradesh                                                              | Thế kỷ 16                                                    | 251; 1983; iii                     | Pháo đài Agra, còn được gọi là Pháo đài Đỏ của Agra, đại diện cho sự sang trọng và quyền lực của Mughal. Pháo đài nằm bên phải bờ sông Yamuna, được xây dựng bằng đá sa thạch đỏ, có độ dài 2,5 km và bao quanh bởi một con hào, cùng một số lâu đài, tháp và nhà thờ Hồi giáo. Chúng được xây dựng từ thế kỷ 16 trở đi cho đến đầu thế kỷ 18, bắt đầu từ triều đại của Hoàng đế Akbar trong thế kỷ 16 cho đến Aurangzeb vào đầu thế kỷ 18, bao gồm cả những đóng góp trong triều đại Jahangir và Shahjahan. Các cấu trúc ấn tượng được xây dựng trong khu vực pháo đài là Khas Mahal, Shish Mahal, Muhamman Burje (tháp bát giác), Diwan-i-Khas (1637), Diwan-i-Am, nhà thờ Hồi giáo bằng đá cẩm thạch trắng hay còn được gọi là Nhà thờ Hồi giáo Ngọc trai (được xây dựng 1646-1653) và Nagina Masjid (1658-1707). Những di tích đáng chú ý này là sự kết hợp của nghệ thuật Ba Tư của Timur và hình thức nghệ thuật Ấn Độ. Nó rất gần với ngôi đền nổi tiếng Taj Mahal với một vùng đệm ngăn cách hai di tích này. |
| 24             | Fatehpur Sikri, Uttar Pradesh                                               | Panch Mahal, Fatehpur Sikri · Buland Darwaza, Fatehpur Sikri · Lăng mộ Salim Chishti, Fatehpur Sikri | Uttar Pradesh                                                              | Thế kỷ 16                                                    | 255; 1986; ii,iii,iv               | Fatehpur Sikri, Thành phố của Chiến thắng", được xây dựng vào nửa sau của thế kỷ 16 bởi Hoàng đế Mughal Akbar (1556-1605). Đó là thủ đô của Đế quốc và là địa điểm của triều đại Mughal, nhưng chỉ trong 14 năm. Mặc dù có bằng chứng đặc biệt về nền văn minh Mughal vào cuối thế kỷ 16, nhưng nó đã bị bỏ rơi do hai lý do thiếu nước và bất ổn ở phía tây bắc Ấn Độ, khiến hoàng đế chuyển thủ đô về Lahore. Akbar đã quyết định xây dựng nó vào năm 1571, trong cùng một nơi đã chứng kiến sự ra đời của con trai ông, Hoàng đế tương lai Jahangir đã được dự đoán bởi các Shaikh Salim Chisti (1480-1572). Tác phẩm được giám sát bởi bản thân hoàng đế, và được hoàn thành vào năm 1573. Khu phức hợp của các di tích và đền thờ, đều thống nhất theo phong cách kiến trúc Mughal, bao gồm một trong những nhà thờ Hồi giáo lớn nhất ở Ấn Độ, Jama Masjid và các công trình khác là Cổng Buland Darwaza, Panch Mahal, và Lăng mộ của Salim Chishti. Hình thức và cách bố trí của nó ảnh hưởng mạnh đến sự phát triển của quy hoạch đô thị Ấn Độ, đặc biệt là ở Shahjahanabad (Delhi cổ). Thành phố có nhiều cung điện, tòa nhà công cộng và nhà thờ Hồi giáo khác, cũng như các khu vực sinh hoạt cho quân đội, đại thần của nhà vua và cho toàn bộ dân số mà lịch sử chưa ghi lại được. |
| 25             | Taj Mahal, Uttar Pradesh                                                    | Taj Mahal lúc bình minh, Uttar Pradesh                                                               | Uttar Pradesh                                                              | Thế kỷ 17                                                    | 252; 1983;i                        | Taj Mahal, một trong bảy kỳ quan thế giới mới là một lăng mộ - một nhà thờ Hồi giáo. Nó được xây dựng bởi Hoàng đế Shahjahan để tưởng nhớ đến người vợ thứ ba của ông, Begum Mumtaz Mahal, người đã qua đời vào năm 1631. Đây là một công trình lớn được làm bằng đá cẩm thạch trắng mang kiến trúc Mughal điển hình, một phong cách kết hợp các yếu tố từ các kiểu kiến trúc Ba Tư, Hồi giáo và Ấn Độ. Kiệt tác nổi tiếng này được xây dựng trong khoảng thời gian 16 năm, giữa 1631 và 1648 dưới sự chỉ huy của Kiến trúc sư trưởng Ustad Ahmad Lahauri, với sự hỗ trợ bởi hàng ngàn nghệ nhân dưới sự chỉ đạo của Ủy ban Hoàng gia. Nó được ghi trong Danh sách Di sản thế giới năm 1983. Nó nằm giữa vườn Mughal rộng lớn, bao phủ 17 ha diện tích đất trên bờ phải của sông Yamuna. Nó được bố trí hình bát giác, được đánh dấu bởi bốn tháp ở bốn góc, lăng mộ chính có mái vòm nổi bật, nơi ngôi mộ được đặt trong một buồng dưới lòng đất. Các họa tiết trang trí vô cùng tinh xảo với những hoa văn khiến cho nó trở thành một hình tượng tráng lệ trong mắt mọi người. |
| 26             | Hệ thống đường sắt trên núi của Ấn Độ                                       | Tuyến đường sắt Darjeeling Himalayan, 1999                                                           | Tuyến đường sắt Darjeeling Himalayan (1999), Darjeeling, Tây Bengal, Ấn Độ | Thế kỷ 19 và đầu 20                                          | 944ter; 1999, 2005, 2008; (ii)(iv) | Hệ thống đường sắt trên núi của Ấn Độ bao gồm 3 tuyến đường sắt được UNESCO công nhận là Di sản thế giới. Chúng được xây dựng trên các dãy núi của Ấn Độ trong khoảng thế kỷ 19 và đầu thế kỷ 20, trong giai đoạn Raj thuộc Anh, mở đầu cho sự phát triển của Đường sắt Ấn Độ. Ba trong số năm tuyến đường sắt là Darjeeling Himalayan (1881), Kalka-Shimla (1898) và Tuyến đường sắt Thung lũng Kangra (1924), nằm trên các vùng đồi của Himalaya ở miền Bắc Ấn Độ trong khi các tuyến đường sắt khác nằm ở phía nam trên dãy Ghats tây; Tuyến đường sắt Dãy núi Nilgiri Mountain nằm ở Nam Ấn Độ, và Tuyến đường sắt Matheran Hill nằm tại Maharashtra. Các tuyến đường sắt này như là những ví dụ nổi bật về các giải pháp kỹ thuật khôn khéo, khéo léo cho vấn đề thiết lập một tuyến đường sắt hiệu quả băng qua địa hình núi non gồ ghề. Tuyến đường sắt Darjeeling Himalayan được công nhận lần đầu tiên 1999, Tuyến đường sắt Dãy núi Nilgiri theo sau như là một phần mở rộng vào năm 2005, và trong năm 2008, Tuyến đường sắt Kalka-Shimla được thêm vào tiếp. Cả ba cùng nhau hình thành lên Hệ thống đường sắt trên núi của Ấn Độ. Tuyến đường sắt Matheran Hill, tuyến đường sắt trên núi thứ tư đang trong danh sách di sản dự kiến chờ xét duyệt công nhận. |
| 26             | Hệ thống đường sắt trên núi của Ấn Độ                                       | Tuyến đường sắt Dãy núi Nilgiri, 2005                                                                | Tuyến đường sắt Dãy núi Nilgiri (2005) Ooty, Tamil Nadu, Ấn Độ             | Thế kỷ 19 và đầu 20                                          | 944ter; 1999, 2005, 2008; (ii)(iv) | Hệ thống đường sắt trên núi của Ấn Độ bao gồm 3 tuyến đường sắt được UNESCO công nhận là Di sản thế giới. Chúng được xây dựng trên các dãy núi của Ấn Độ trong khoảng thế kỷ 19 và đầu thế kỷ 20, trong giai đoạn Raj thuộc Anh, mở đầu cho sự phát triển của Đường sắt Ấn Độ. Ba trong số năm tuyến đường sắt là Darjeeling Himalayan (1881), Kalka-Shimla (1898) và Tuyến đường sắt Thung lũng Kangra (1924), nằm trên các vùng đồi của Himalaya ở miền Bắc Ấn Độ trong khi các tuyến đường sắt khác nằm ở phía nam trên dãy Ghats tây; Tuyến đường sắt Dãy núi Nilgiri Mountain nằm ở Nam Ấn Độ, và Tuyến đường sắt Matheran Hill nằm tại Maharashtra. Các tuyến đường sắt này như là những ví dụ nổi bật về các giải pháp kỹ thuật khôn khéo, khéo léo cho vấn đề thiết lập một tuyến đường sắt hiệu quả băng qua địa hình núi non gồ ghề. Tuyến đường sắt Darjeeling Himalayan được công nhận lần đầu tiên 1999, Tuyến đường sắt Dãy núi Nilgiri theo sau như là một phần mở rộng vào năm 2005, và trong năm 2008, Tuyến đường sắt Kalka-Shimla được thêm vào tiếp. Cả ba cùng nhau hình thành lên Hệ thống đường sắt trên núi của Ấn Độ. Tuyến đường sắt Matheran Hill, tuyến đường sắt trên núi thứ tư đang trong danh sách di sản dự kiến chờ xét duyệt công nhận. |
| 26             | Hệ thống đường sắt trên núi của Ấn Độ                                       | Tuyến đường sắt Kalka-Shimla, 2008                                                                   | Tuyến đường sắt Kalka-Shimla, Himachal Pradesh (2008) Ấn Độ                | Thế kỷ 19 và đầu 20                                          | 944ter; 1999, 2005, 2008; (ii)(iv) | Hệ thống đường sắt trên núi của Ấn Độ bao gồm 3 tuyến đường sắt được UNESCO công nhận là Di sản thế giới. Chúng được xây dựng trên các dãy núi của Ấn Độ trong khoảng thế kỷ 19 và đầu thế kỷ 20, trong giai đoạn Raj thuộc Anh, mở đầu cho sự phát triển của Đường sắt Ấn Độ. Ba trong số năm tuyến đường sắt là Darjeeling Himalayan (1881), Kalka-Shimla (1898) và Tuyến đường sắt Thung lũng Kangra (1924), nằm trên các vùng đồi của Himalaya ở miền Bắc Ấn Độ trong khi các tuyến đường sắt khác nằm ở phía nam trên dãy Ghats tây; Tuyến đường sắt Dãy núi Nilgiri Mountain nằm ở Nam Ấn Độ, và Tuyến đường sắt Matheran Hill nằm tại Maharashtra. Các tuyến đường sắt này như là những ví dụ nổi bật về các giải pháp kỹ thuật khôn khéo, khéo léo cho vấn đề thiết lập một tuyến đường sắt hiệu quả băng qua địa hình núi non gồ ghề. Tuyến đường sắt Darjeeling Himalayan được công nhận lần đầu tiên 1999, Tuyến đường sắt Dãy núi Nilgiri theo sau như là một phần mở rộng vào năm 2005, và trong năm 2008, Tuyến đường sắt Kalka-Shimla được thêm vào tiếp. Cả ba cùng nhau hình thành lên Hệ thống đường sắt trên núi của Ấn Độ. Tuyến đường sắt Matheran Hill, tuyến đường sắt trên núi thứ tư đang trong danh sách di sản dự kiến chờ xét duyệt công nhận. |
| 27             | Nanda Devi và Vườn quốc gia Thung lũng các loài hoa                         | Thung lũng các loài hoa · Vườn quốc gia Nanda Devi                                                   | Chamoli, Uttarakhand                                                       | 1939 và 1982                                                 | 335bis; 1988, 2005;(vii),(x)       | Nanda Devi và Vườn quốc gia Thung lũng các loài hoa nằm ở phía tây dãy Himalaya. Vườn quốc gia Thung lũng các loài hoa là một nơi nổi tiếng với đồng cỏ hoa vô cùng tươi đẹp, mang vẻ đẹp tự nhiên nổi bật. Nó nằm ở Garhwal Himalaya thuộc huyện Chamoli thuộc Uttarakhand. Khu vực đa dạng phong phú này cũng là nơi có động vật quý hiếm và nguy cấp, bao gồm gấu đen châu Á, báo tuyết, gấu nâu và Cừu Bharal. Cảnh quan nhẹ nhàng của Vườn quốc gia Thung lũng các loài hoa bổ sung cho vùng núi hoang gồ ghề của Nanda Devi. Cùng nhau, chúng tạo thành một khu vực tự nhiên độc đáo giữa Zanskar và Great Himalaya. Vườn quốc gia có diện tích 87,5 km2 (33,8 dặm vuông Anh) được thành lập vào ngày 6 tháng 11 năm 1982. Ban đầu nó được thành lập như một khu bảo tồn thú săn vào ngày 7 tháng 1 năm 1939. Được UNESCO công nhận là Di sản thế giới vào năm 1988 và mở rộng vào năm 2005 theo tiêu chí (vii) và (x). Nó bao gồm cả Khu dự trữ sinh quyển Nanda Devi, một phần của Hệ thống khu dự trữ sinh quyển thế giới từ năm 2004. |
| 28             | Vườn quốc gia Sundarbans                                                    | Bản đồ Sunderbans · Rừng ngập mặn Sundarban · Cá sấu lớn tại vườn quốc gia                           | Tây Bengal                                                                 | 1939 và 1982                                                 | 452; 1987; (ix) and (x)            | Vườn quốc gia Sundarbans là rừng ngập mặn cửa sông lớn nhất trên thế giới. Nó là vườn quốc gia, khu bảo tồn hổ, một Di sản thế giới của UNESCO và một khu dự trữ sinh quyển Sundarbans nằm trên Đồng bằng sông Hằng giáp với vịnh Bengal, thuộc Tây Bengal. Nó thuộc Hệ thống khu dự trữ sinh quyển thế giới của UNESCO. Sundarbans có diện tích 10.000 km2 (3.900 dặm vuông Anh) của đất và nước, với khoảng 5.980 km2 (2.310 dặm vuông Anh) nằm tại Ấn Độ và phần còn lại nằm ở Bangladesh. Nó là một phần của vùng đồng bằng có diện tích 80.000 km² hình thành bởi những con sống lớn là sông Hằng, Brahmaputra và Meghna, hợp lưu giữa lưu vực sông Bengal. Toàn bộ lưu vực là một mạng lưới liên kết bởi tuyến đường thủy, kênh rạch phức tạp. Mặc dù, lịch sử bảo vệ trong khu vực Sundarbans bắt đầu từ năm 1878, nó được tuyên bố là khu vực lõi của Khu bảo tồn hổ Sundarbans vào năm 1973 và khu bảo tồn động vật hoang dã năm 1977 với diện tích lõi 133.000 hecta và sau đó là Khu bảo tồn Sundarbans. Vào ngày 4 tháng 5 năm 1984, nó được tuyên bố là một Vườn quốc gia. Nó đã được ghi vào Di sản thế giới của UNESCO vào năm 1987 như là một tài sản tự nhiên theo tiêu chí (ix), (x). Khu vực này được bao phủ bởi rừng ngập mặn, và là một trong những khu bảo tồn vô cùng quan trọng của loài hổ Bengal và cá sấu nước mặn. Đây cũng là nơi có nhiều loài chim, bò sát và động vật không xương sống.                                                        |
| 29             | Ghats tây                                                                   | Đỉnh Agasthymalai                                                                                    | Agasthyamalai Sub-Cluster                                                  |                                                              | 2012                               | Ghats tây, hay còn gọi là dãy núi Sahyadri, là một dãy núi dọc theo phía tây Ấn Độ và là một trong 10 điểm nóng về đa dạng sinh học phổ biến nhất trên thế giới Tổng cộng có 39 địa điểm (Bao gồm các vườn quốc gia, khu bảo tồn động vật hoang dã và rừng phòng hộ) được chỉ định là các di sản thế giới - trong đó có 20 địa điểm ở bang Kerala, 10 ở Karnataka, 5 ở Tamil Nadu và 4 ở Maharashtra. |
| 29             | Ghats tây                                                                   | Vườn quốc gia Periyar                                                                                | Periyar Sub-Cluster                                                        |                                                              | 2012                               | Ghats tây, hay còn gọi là dãy núi Sahyadri, là một dãy núi dọc theo phía tây Ấn Độ và là một trong 10 điểm nóng về đa dạng sinh học phổ biến nhất trên thế giới Tổng cộng có 39 địa điểm (Bao gồm các vườn quốc gia, khu bảo tồn động vật hoang dã và rừng phòng hộ) được chỉ định là các di sản thế giới - trong đó có 20 địa điểm ở bang Kerala, 10 ở Karnataka, 5 ở Tamil Nadu và 4 ở Maharashtra. |
| 29             | Ghats tây                                                                   | Dãy núi Anamalai                                                                                     | Anamalai Sub-Cluster                                                       |                                                              | 2012                               | Ghats tây, hay còn gọi là dãy núi Sahyadri, là một dãy núi dọc theo phía tây Ấn Độ và là một trong 10 điểm nóng về đa dạng sinh học phổ biến nhất trên thế giới Tổng cộng có 39 địa điểm (Bao gồm các vườn quốc gia, khu bảo tồn động vật hoang dã và rừng phòng hộ) được chỉ định là các di sản thế giới - trong đó có 20 địa điểm ở bang Kerala, 10 ở Karnataka, 5 ở Tamil Nadu và 4 ở Maharashtra. |
| 29             | Ghats tây                                                                   | Các đồi Nilgiri                                                                                      | Nilgiri Sub-Cluster                                                        |                                                              | 2012                               | Ghats tây, hay còn gọi là dãy núi Sahyadri, là một dãy núi dọc theo phía tây Ấn Độ và là một trong 10 điểm nóng về đa dạng sinh học phổ biến nhất trên thế giới Tổng cộng có 39 địa điểm (Bao gồm các vườn quốc gia, khu bảo tồn động vật hoang dã và rừng phòng hộ) được chỉ định là các di sản thế giới - trong đó có 20 địa điểm ở bang Kerala, 10 ở Karnataka, 5 ở Tamil Nadu và 4 ở Maharashtra. |
| 29             | Ghats tây                                                                   | Thung lũng Talakaveri                                                                                | Talakaveri Sub-Cluster (5 khu vực)                                         |                                                              | 2012                               | Ghats tây, hay còn gọi là dãy núi Sahyadri, là một dãy núi dọc theo phía tây Ấn Độ và là một trong 10 điểm nóng về đa dạng sinh học phổ biến nhất trên thế giới Tổng cộng có 39 địa điểm (Bao gồm các vườn quốc gia, khu bảo tồn động vật hoang dã và rừng phòng hộ) được chỉ định là các di sản thế giới - trong đó có 20 địa điểm ở bang Kerala, 10 ở Karnataka, 5 ở Tamil Nadu và 4 ở Maharashtra. |
| 29             | Ghats tây                                                                   | Các đồi Kudremukh                                                                                    | Kudremukh Sub-Cluster (5 khu vực)                                          |                                                              | 2012                               | Ghats tây, hay còn gọi là dãy núi Sahyadri, là một dãy núi dọc theo phía tây Ấn Độ và là một trong 10 điểm nóng về đa dạng sinh học phổ biến nhất trên thế giới Tổng cộng có 39 địa điểm (Bao gồm các vườn quốc gia, khu bảo tồn động vật hoang dã và rừng phòng hộ) được chỉ định là các di sản thế giới - trong đó có 20 địa điểm ở bang Kerala, 10 ở Karnataka, 5 ở Tamil Nadu và 4 ở Maharashtra. |
| 29             | Ghats tây                                                                   | Ghats tây, gần Matheran, Ấn Độ                                                                       | Sahyadri Sub-Cluster                                                       |                                                              | 2012                               | Ghats tây, hay còn gọi là dãy núi Sahyadri, là một dãy núi dọc theo phía tây Ấn Độ và là một trong 10 điểm nóng về đa dạng sinh học phổ biến nhất trên thế giới Tổng cộng có 39 địa điểm (Bao gồm các vườn quốc gia, khu bảo tồn động vật hoang dã và rừng phòng hộ) được chỉ định là các di sản thế giới - trong đó có 20 địa điểm ở bang Kerala, 10 ở Karnataka, 5 ở Tamil Nadu và 4 ở Maharashtra. |
| 30             | Đồi pháo đài Rajasthan                                                      | | Chittorgarh                                                                | Thế kỷ 7 tới 16                                              | 247; 2013;(ii)(iii)                | Đồi pháo đài Rajasthan, là một loạt các địa điểm nằm trên những khu vực đá lớn của dãy núi Aravallis ở Rajasthan. Các công trình này đại diện cho một loại hình học của đồi kiến trúc quân sự Rajput, một phong cách đặc trưng thiết lập trên đỉnh núi, sử dụng các thuộc tính phòng thủ nhờ vào địa hình. Muốn đi vào được bên trong thì chỉ có cách thông qua các bức tường lớn và cao của pháo đài. Các khu vực trung tâm bao gồm cung điện, đền, đài tưởng niệm và các hồ chứa nước đều ở bên trong phạm vi của các bức tường. Đồi pháo đài ở Rajasthan đại diện cho thành lũy quân sự Rajput trên một phạm vi rộng lớn và đại diện văn hóa Ấn Độ, thể hiện sự phát triển của kiến trúc phòng thủ Rajput như là một ví dụ điển hình về kiến trúc quân sự Rajput. Tài sản bao gồm pháo đài Chittor, Pháo đài Kumbhalgarh, Pháo đài Ranthambore, Pháo đài Gagron, Pháo đài Amer, Pháo đài Jaisalmer. Do sự đa dạng của cấu trúc được xây dựng trong mỗi pháo đài trên đồi, nên chỉ mô tả những yếu tố quan trọng nhất của mỗi phức hợp. |
| 30             | Đồi pháo đài Rajasthan                                                      | Kumbhalgarh                                                                                          |                                                                            | Thế kỷ 7 tới 16                                              | 247; 2013;(ii)(iii)                | Đồi pháo đài Rajasthan, là một loạt các địa điểm nằm trên những khu vực đá lớn của dãy núi Aravallis ở Rajasthan. Các công trình này đại diện cho một loại hình học của đồi kiến trúc quân sự Rajput, một phong cách đặc trưng thiết lập trên đỉnh núi, sử dụng các thuộc tính phòng thủ nhờ vào địa hình. Muốn đi vào được bên trong thì chỉ có cách thông qua các bức tường lớn và cao của pháo đài. Các khu vực trung tâm bao gồm cung điện, đền, đài tưởng niệm và các hồ chứa nước đều ở bên trong phạm vi của các bức tường. Đồi pháo đài ở Rajasthan đại diện cho thành lũy quân sự Rajput trên một phạm vi rộng lớn và đại diện văn hóa Ấn Độ, thể hiện sự phát triển của kiến trúc phòng thủ Rajput như là một ví dụ điển hình về kiến trúc quân sự Rajput. Tài sản bao gồm pháo đài Chittor, Pháo đài Kumbhalgarh, Pháo đài Ranthambore, Pháo đài Gagron, Pháo đài Amer, Pháo đài Jaisalmer. Do sự đa dạng của cấu trúc được xây dựng trong mỗi pháo đài trên đồi, nên chỉ mô tả những yếu tố quan trọng nhất của mỗi phức hợp. |
| 30             | Đồi pháo đài Rajasthan                                                      | Ranthambhore                                                                                         |                                                                            | Thế kỷ 7 tới 16                                              | 247; 2013;(ii)(iii)                | Đồi pháo đài Rajasthan, là một loạt các địa điểm nằm trên những khu vực đá lớn của dãy núi Aravallis ở Rajasthan. Các công trình này đại diện cho một loại hình học của đồi kiến trúc quân sự Rajput, một phong cách đặc trưng thiết lập trên đỉnh núi, sử dụng các thuộc tính phòng thủ nhờ vào địa hình. Muốn đi vào được bên trong thì chỉ có cách thông qua các bức tường lớn và cao của pháo đài. Các khu vực trung tâm bao gồm cung điện, đền, đài tưởng niệm và các hồ chứa nước đều ở bên trong phạm vi của các bức tường. Đồi pháo đài ở Rajasthan đại diện cho thành lũy quân sự Rajput trên một phạm vi rộng lớn và đại diện văn hóa Ấn Độ, thể hiện sự phát triển của kiến trúc phòng thủ Rajput như là một ví dụ điển hình về kiến trúc quân sự Rajput. Tài sản bao gồm pháo đài Chittor, Pháo đài Kumbhalgarh, Pháo đài Ranthambore, Pháo đài Gagron, Pháo đài Amer, Pháo đài Jaisalmer. Do sự đa dạng của cấu trúc được xây dựng trong mỗi pháo đài trên đồi, nên chỉ mô tả những yếu tố quan trọng nhất của mỗi phức hợp. |
| 30             | Đồi pháo đài Rajasthan                                                      | Amber Sub-Cluster                                                                                    |                                                                            | Thế kỷ 7 tới 16                                              | 247; 2013;(ii)(iii)                | Đồi pháo đài Rajasthan, là một loạt các địa điểm nằm trên những khu vực đá lớn của dãy núi Aravallis ở Rajasthan. Các công trình này đại diện cho một loại hình học của đồi kiến trúc quân sự Rajput, một phong cách đặc trưng thiết lập trên đỉnh núi, sử dụng các thuộc tính phòng thủ nhờ vào địa hình. Muốn đi vào được bên trong thì chỉ có cách thông qua các bức tường lớn và cao của pháo đài. Các khu vực trung tâm bao gồm cung điện, đền, đài tưởng niệm và các hồ chứa nước đều ở bên trong phạm vi của các bức tường. Đồi pháo đài ở Rajasthan đại diện cho thành lũy quân sự Rajput trên một phạm vi rộng lớn và đại diện văn hóa Ấn Độ, thể hiện sự phát triển của kiến trúc phòng thủ Rajput như là một ví dụ điển hình về kiến trúc quân sự Rajput. Tài sản bao gồm pháo đài Chittor, Pháo đài Kumbhalgarh, Pháo đài Ranthambore, Pháo đài Gagron, Pháo đài Amer, Pháo đài Jaisalmer. Do sự đa dạng của cấu trúc được xây dựng trong mỗi pháo đài trên đồi, nên chỉ mô tả những yếu tố quan trọng nhất của mỗi phức hợp. |
| 30             | Đồi pháo đài Rajasthan                                                      | Jaisalmer                                                                                            |                                                                            | Thế kỷ 7 tới 16                                              | 247; 2013;(ii)(iii)                | Đồi pháo đài Rajasthan, là một loạt các địa điểm nằm trên những khu vực đá lớn của dãy núi Aravallis ở Rajasthan. Các công trình này đại diện cho một loại hình học của đồi kiến trúc quân sự Rajput, một phong cách đặc trưng thiết lập trên đỉnh núi, sử dụng các thuộc tính phòng thủ nhờ vào địa hình. Muốn đi vào được bên trong thì chỉ có cách thông qua các bức tường lớn và cao của pháo đài. Các khu vực trung tâm bao gồm cung điện, đền, đài tưởng niệm và các hồ chứa nước đều ở bên trong phạm vi của các bức tường. Đồi pháo đài ở Rajasthan đại diện cho thành lũy quân sự Rajput trên một phạm vi rộng lớn và đại diện văn hóa Ấn Độ, thể hiện sự phát triển của kiến trúc phòng thủ Rajput như là một ví dụ điển hình về kiến trúc quân sự Rajput. Tài sản bao gồm pháo đài Chittor, Pháo đài Kumbhalgarh, Pháo đài Ranthambore, Pháo đài Gagron, Pháo đài Amer, Pháo đài Jaisalmer. Do sự đa dạng của cấu trúc được xây dựng trong mỗi pháo đài trên đồi, nên chỉ mô tả những yếu tố quan trọng nhất của mỗi phức hợp. |
| 30             | Đồi pháo đài Rajasthan                                                      | Gagron                                                                                               |                                                                            | Thế kỷ 7 tới 16                                              | 247; 2013;(ii)(iii)                | Đồi pháo đài Rajasthan, là một loạt các địa điểm nằm trên những khu vực đá lớn của dãy núi Aravallis ở Rajasthan. Các công trình này đại diện cho một loại hình học của đồi kiến trúc quân sự Rajput, một phong cách đặc trưng thiết lập trên đỉnh núi, sử dụng các thuộc tính phòng thủ nhờ vào địa hình. Muốn đi vào được bên trong thì chỉ có cách thông qua các bức tường lớn và cao của pháo đài. Các khu vực trung tâm bao gồm cung điện, đền, đài tưởng niệm và các hồ chứa nước đều ở bên trong phạm vi của các bức tường. Đồi pháo đài ở Rajasthan đại diện cho thành lũy quân sự Rajput trên một phạm vi rộng lớn và đại diện văn hóa Ấn Độ, thể hiện sự phát triển của kiến trúc phòng thủ Rajput như là một ví dụ điển hình về kiến trúc quân sự Rajput. Tài sản bao gồm pháo đài Chittor, Pháo đài Kumbhalgarh, Pháo đài Ranthambore, Pháo đài Gagron, Pháo đài Amer, Pháo đài Jaisalmer. Do sự đa dạng của cấu trúc được xây dựng trong mỗi pháo đài trên đồi, nên chỉ mô tả những yếu tố quan trọng nhất của mỗi phức hợp. |
| 31             | Rani ki vav (The Queen's Stepwell)                                          | Rani ki vav, Patan, Gujarat                                                                          | Patan, Gujarat, Ấn Độ                                                      | 11th century AD                                              | 2014                               | Rani ki vav (The Queen's Stepwell) tại Patan, Gujarat, là một giếng nước nổi tiếng nhờ kích thước và họa tiết điêu khắc. Chiều dài của Rani ki vav là hơn 64 mét, rộng 20 mét và sâu 27 mét với hơn 500 tác phẩm điêu khắc về thần. Hầu hết các tác phẩm điêu khắc đều về thần Vishnu, dưới nhiều hình thức. |
| 32             | Vườn quốc gia Great Himalaya                                                | Vườn quốc gia Great Himalaya, Kullu, Himachal Pradesh, Ấn Độ                                         | Himachal Pradesh                                                           |                                                              | 2014                               | Great Himalaya ở Kullu, Himachal Pradesh, là vườn quốc gia có đặc điểm là các đỉnh núi cao, các đồng cỏ núi cao và rừng ven sông. Diện tích 90.540 ha bao gồm các đỉnh núi phủ đầy băng giá, sông, và các lưu vực cung cấp nước quan trọng cho hàng triệu người sử dụng ở hạ lưu. Khu bảo tồn thiên nhiên bảo vệ các khu rừng bị ảnh hưởng bởi gió mùa và những đồng cỏ núi cao ở dãy núi Himalaya. Đây là một phần của điểm nóng về đa dạng sinh học của Himalaya bao gồm 25 loại rừng cùng với một tập hợp các loài động vật phong phú, một số trong đó đang bị đe dọa. Điều này cho thấy tầm quan trọng của nó về bảo tồn đa dạng sinh học. |
| 33             | Nalanda                                                                     | Ruins of Nalanda, Bihar, India                                                                       | Bihar                                                                      | Từ thế kỷ thứ 5 đến 12                                       | 2016                               | Địa điểm Nalanda Mahavihara nằm ở bang Bihar, ở phía đông bắc Ấn Độ. Nó bao gồm các di tích khảo cổ học của một tổ chức giáo dục, tu viện có từ thế kỷ thứ 3 TCN đến thế kỷ 13. Nó bao gồm các tháp, đền thờ, nhà ở, tòa nhà giáo dục và các tác phẩm nghệ thuật quan trọng bằng vữa, đá và kim loại. Nalanda nổi bật như là trường đại học cổ nhất của Tiểu lục địa Ấn Độ. Nó tham gia vào việc truyền tải kiến thức có tổ chức trong khoảng thời gian không bị gián đoạn lên tới 800 năm. Sự phát triển lịch sử của khu di tích chứng tỏ sự phát triển của Phật giáo thành một tôn giáo và sự phát triển của truyền thống tu viện và giáo dục. |
| 34             | Vườn quốc gia Khangchendzonga                                               | Goecha La tại Vườn quốc gia Khangchendzonga, Sikkim                                                  | Sikkim                                                                     |                                                              | 2016                               | Vườn quốc gia Khangchendzonga nằm ở trung tâm dãy Hymalaya ở miền bắc Ấn Độ (tiểu bang Sikkim), bao gồm nhiều vùng đồng bằng, thung lũng, hồ, sông băng và những ngọn núi phủ đầy tuyết, các khu rừng cổ đại. Tên của vườn quốc gia được lấy từ đỉnh núi cao thứ ba thế giới, Khangchendzonga. |
| 35             | Tác phẩm kiến trúc của Le Corbusier                                         | The Palace of assembly, Capitol Complex,Chandigarh                                                   | Chandigarh, Ấn Độ                                                          | Thế kỷ 20                                                    | 2016                               | Được lựa chọn từ các tác phẩm của Le Corbusier, 17 địa điểm là các tài sản nối tiếp xuyên quốc gia tại 7 quốc gia. Công trình đô thị và kiến trúc của Le Corbusier ở Chandigarh là nơi có nhiều dự án kiến trúc của Le Corbusier, Pierre Jeanneret, Matthew Nowicki và Albert Mayer. |
| 36             | Thành phố lịch sử Ahmedabad                                                 | Toàn cảnh Ahmedabad                                                                                  | Ahmedabad, Gujarat, Ấn Độ                                                  | Thế kỷ 15                                                    | 2017                               | Các bức tường bao quanh của Ahmedabad được xây dựng bởi Sultan Ahmad Shah trong thế kỷ 15, trên bờ phía đông của sông Sabarmati, là một di sản kiến trúc phong phú có từ thời kỳ vương quốc. Đặc biệt là thành Bhadra với các bức tường và cổng có nhiều nhà thờ Hồi giáo và lăng mộ cũng như những ngôi đền Hindu và Jain quan trọng trong những giai đoạn sau đó. Vải đô thị bao gồm các ngôi nhà truyền thống được đóng gói dày đặc (pols) trong các đường phố truyền thống có cổng (puras) với các đặc trưng đặc trưng như giếng công cộng và các cơ sở tôn giáo. Thành phố tiếp tục phát triển mạnh mẽ như thủ phủ của bang Gujarat trong sáu thế kỷ cho đến tận ngày nay. |
| 37             | Quần thể kiến trúc Gothic thời Victoria và Art Deco tại Mumbai              | | Mumbai, Ấn Độ                                                              | 1862                                                         | 2018                               | Đây là tập hợp các tòa nhà theo phong cách tân Gothic và Art Deco thời Victoria. Một số công trình tiêu biểu phải kể tới Tòa án tối cao Bombay, Tháp đồng hồ Rajabai, Rạp chiếu phim Eros và Đại học Mumbai |

### Sites by states
Số lượng di sản thế giới theo bang
| Bang             | Di sản | Di sản chung |
| ---------------- | ------ | ------------ |
| Assam            | 2      | 0            |
| Bihar            | 2      | 0            |
| Chandigarh       | 1      | 0            |
| Delhi            | 3      | 0            |
| Goa              | 1      | 0            |
| Gujarat          | 2      | 0            |
| Himachal Pradesh | 1      | 1            |
| Karnataka        | 2      | 1            |
| Kerala           | 0      | 1            |
| Madhya Pradesh   | 3      | 0            |
| Maharashtra      | 4      | 1            |
| Odisha           | 1      | 0            |
| Rajasthan        | 3      | 0            |
| Tamil Nadu       | 2      | 2            |
| Uttarakhand      | 1      | 0            |
| Uttar Pradesh    | 3      | 0            |
| West Bengal      | 1      | 1            |
| Sikkim           | 1      | 0            |